# 玉川学園久志高等学校
玉川学園久志高等学校（たまがわがくえんくしこうとうがっこう）は、鹿児島県川辺郡坊津町久志（現在の南さつま市坊津町久志）に所在した私立高等学校。設置者は学校法人玉川学園（東京都）。

## 概要
1948年に開校。
開校当時の川辺郡久志は過疎化で人手不足が深刻で、経済環境にも恵まれずに、働かなければ生活を維持できない状態であった。終戦直後の混乱期でもあり、高等学校の教育も混乱の時期であった。このような時代に学校法人玉川学園の創始者小原國芳は、自らの故郷である川辺郡久志に高等学校の設立を思い立った。学園創始者は父母を亡くして中学校にも進学できなかった悔しさからも、故郷の人々が教育を受けられるように設立していた。当時の久志とは経済的な困難から、大半は義務教育を終えれば就職しなければならなかったために玉川学園久志高等学校開校は朗報であった。小原は久志高等学校の設立の経緯として「玉川教育（1963年版）」にて以下のように語っている。
人間、誰でもが故郷が恋しいでしょうが、私は人一倍かも知れませぬ。父も母も眠り給う故郷、幼な友達の誰彼の幾人かが生き残って居てくれる故郷。村の人達が喜んでくれる故郷。（中略）そして不便な不便なところ、更に、青年学校も高等学校もひどい山坂越えての向うの区に在ってかわいそうな事情にある、私達の区の青少年のことを思うと、矢も楯もたまらぬのです—小原國芳、玉川教育（1963年版）
久志の住民は開校にあたり土地を寄贈したり、敷地の整備、校舎の建設に積極的に協力したという。
1948年4月20日に第1回仮入学式、5月5日に開校式、6月22日に設置認可がされる。全日制と定時制が設置される。生徒は屋久島などの離島や、宮崎県や熊本県などの県外からも集まっていた。年齢は30歳を超える成人から中学校新卒まで様々で、学歴も様々で、現職の小学校教員もいた。授業料は公立高等学校よりも安く設定されていた。
1967年には開校20周年を記念して小原國芳生誕の記念碑が建立される。
1970年代に入ると県下の過疎化が進み道路網が進み近隣の公立高校が増えたことで、地域住民は玉川学園久志高等学校よりも公立高校への進学を希望するようになる。生徒数が減少に伴い、開校から31年後の1979年（昭和54年）に生徒の募集を停止した。在校生24人のうち1人は県内の高校に転校、1人は退学、22人は東京都の玉川学園高等部に転校。卒業生は計909人。同年7月31日を以て閉校した。
市道久志中央線は玉川学園久志高等学校の通学路であった。2023年8月20日にさつま市と学校法人玉川学園の包括協定10周年を記念して、市道久志中央線の愛称を「玉川学園通り」と命名した。